# Jerzy Kurmanowicz
Jerzy Kurmanowicz (ur. ok. 1932, zm. 18 lutego 1989 w Wiedniu) – polski architekt.

## Życiorys

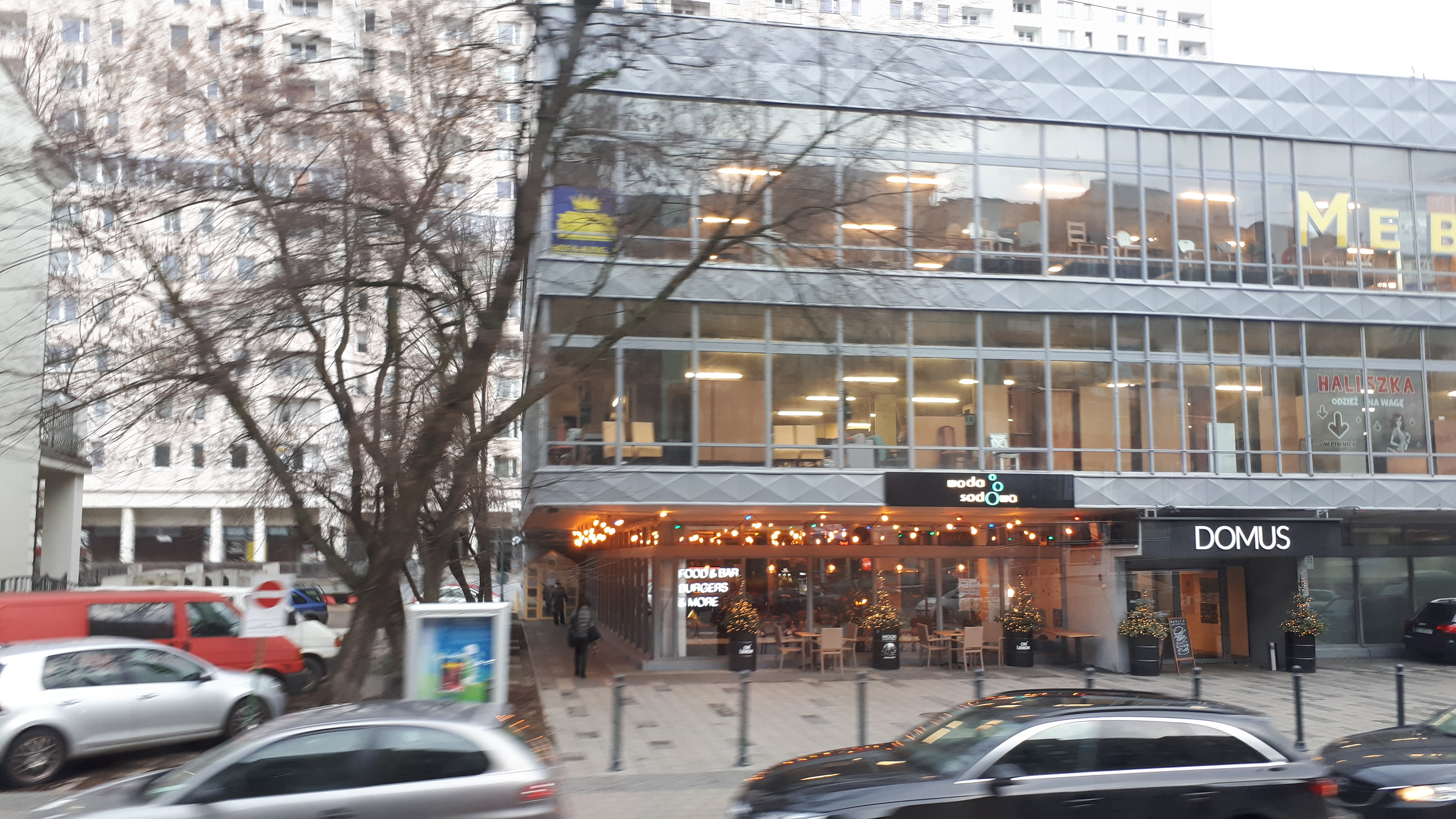
Dom towarowy „Domus”, Łódź

Pochodził ze Lwowa. Około 1957 roku ukończył studia na Wydziale Architektury Politechniki Krakowskiej (w pierwszych latach jego studiów wydział należał jeszcze do Akademii Górniczej). Jego praca dyplomowa dotyczyła rozwoju urbanistycznego Krakowa. Na studiach poznał i ożenił się z architektką Heleną Kurmanowicz. Wkrótce po ukończeniu studiów para wyjechała do Łodzi, gdzie rozpoczęła pracę w pracowni urbanistycznej. Jednym z pierwszych projektów Kurmanowicza były domy jednorodzinne przy ulicy Łupkowej w Łodzi, w ramach zatwierdzonego w 1960 roku planu budowy osiedla tanich budowli na Rogach. Razem z żoną wspólnie pracował nad wieloma projektami (małżeństwo je także razem podpisywało), choć przez środowisko wyróżniany był głównie Jerzy, kosztem Heleny. W 1963 roku Kurmanowiczowie zaprojektowali dwukondygnacyjny dom towarowy „Domus” o minimalistycznej, przeszklonej bryle. Budynek został pozytywnie przyjęty przez specjalistów, a projekt wyróżniono nagrodą III stopnia Ministra Budownictwa i Przemysłu Materiałów Budowlanych. Małżeństwu przypisywany jest także projekt krzesła tapicerowanego nr 142, potocznie zwanego „serduszkiem”, który wygrał konkurs organizowany przez Centralę Handlu Zagranicznego „PAGED”.

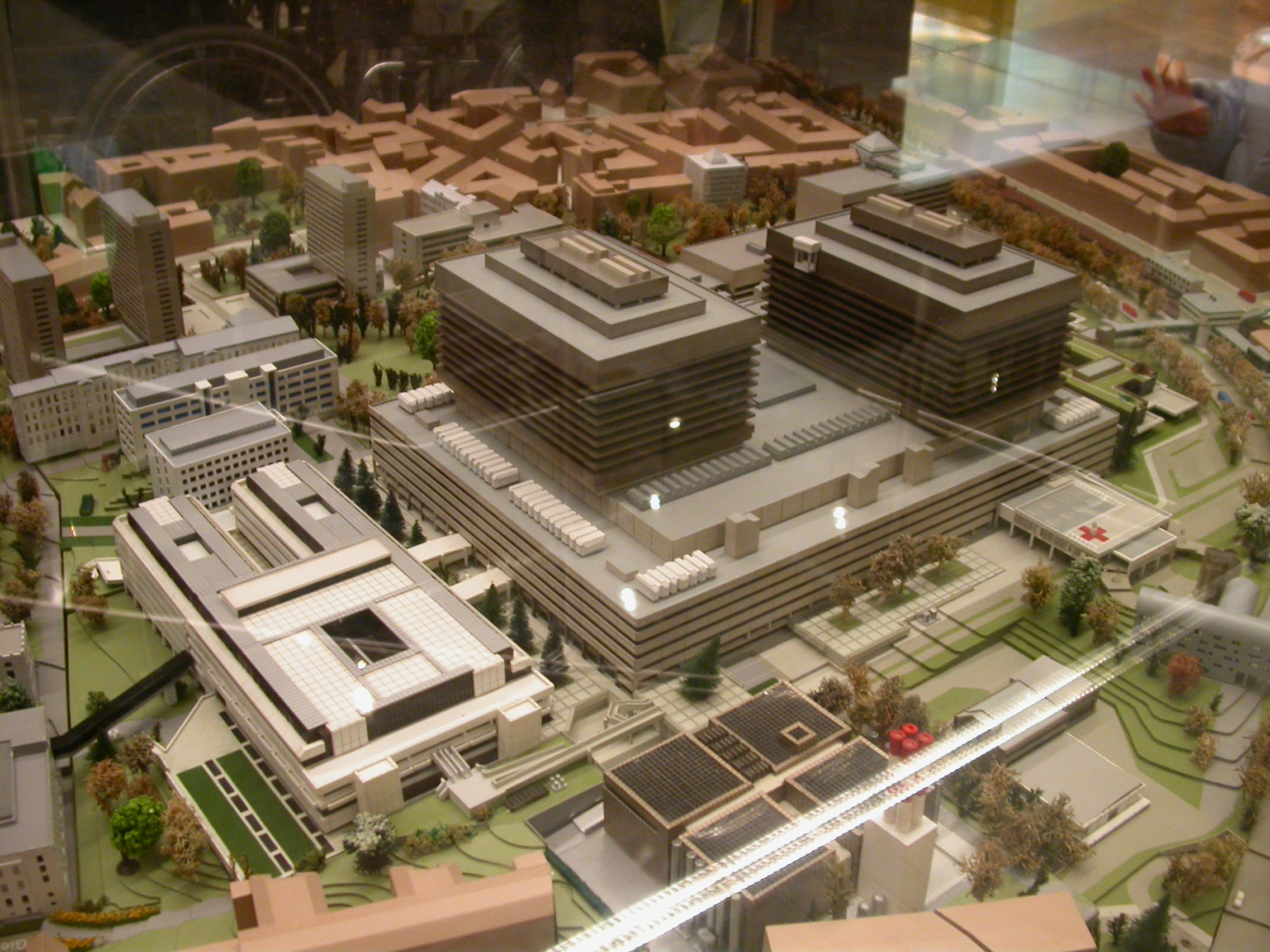
Model szpitala AKH w Wiedniu

W 1969 roku Kurmanowicz stworzył projekt Domu Aktora przy ulicy Narutowicza, obok gmachu Pocztowej Kasy Oszczędności. Budynek oddano do użytku w 1980 roku. Jedną z najcharakterystyczniejszych prac w jego karierze był projekt Zakładów Przemysłu Odzieżowego im. dr A. Próchnika. Ze względu na mały rozmiar działki budowlanej, Kurmanowicz zaprojektował hale produkcyjne w pionowej, ośmiopiętrowej bryle, obok której powstała horyzontalnie rozłożona, dwupiętrowa część administracyjna. Całość dopełnia ciemna elewacja o chropowatej powierzchni kontrastująca z pionowymi, stalowymi żyletkami. Projekt został wyróżniony nagrodą I stopnia Ministra Budownictwa i Przemysłu Materiałów Budowlanych oraz tytułem „Mister Łodzi” przyznawanym w głosowaniu „Expressu Ilustrowanego”.

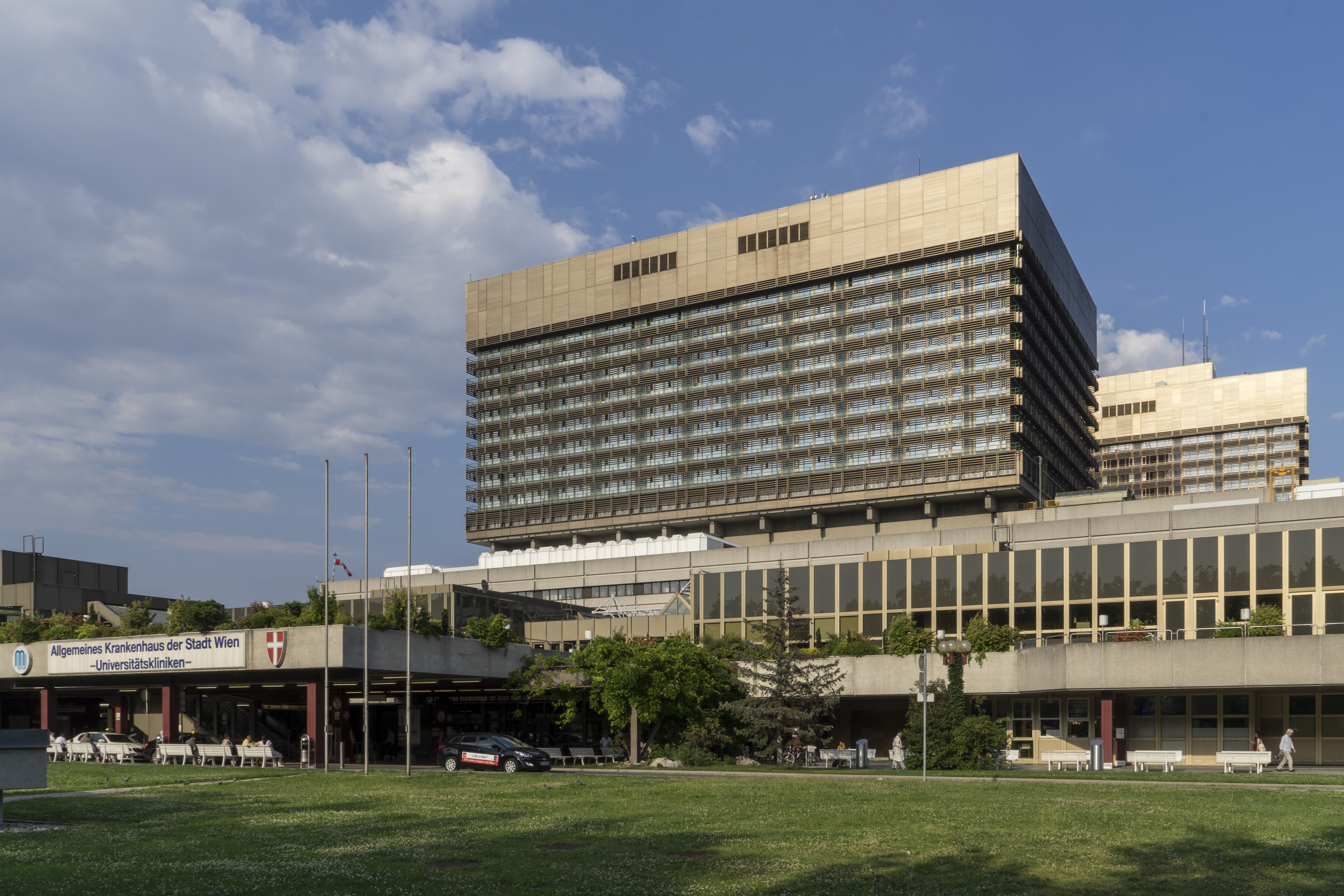
Główne wejście do szpitala AKH w Wiedniu

W 1967 roku wyjechał do rodziny w Wiedniu. Na miejscu pracował w biurze Kammel Architekten, dla którego współtworzył m.in. konkursowy projekt szkoły pedagogicznej w Baden. Po powrocie do Łodzi, w 1976 roku zaprojektował zabudowę dawnego Wodnego Rynku ze stumetrowym wieżowcem, jednak projekt nie doczekał się realizacji. W 1984 roku dołączył do tworzenia projektu szpitala AKH w Wiedniu, który był największą tego typu budowlą w Europie. Kurmanowiczowi powierzono rolę kierownika projektu, którego elementy powstawały w różnych biurach architektonicznych.
Był członkiem łódzkiego oddziału Stowarzyszenia Architektów Polskich (SARP). W latach 1974–1977 pełnił funkcję wiceprezesa ZO SARP, a w 1978 roku został uhonorowany Srebrną Odznaką SARP.
Zmarł 18 lutego 1989 w Wiedniu. Jego grób znajduje się na cmentarzu Doły w Łodzi.

## Wybrane projekty
- domki jednorodzinne przy ul. Łupkowej w Łodzi[4]
- dom towarowy „Domus” (z Heleną Kurmanowicz)[2]
- Laboratorium Przemysłu Odzieżowego[8]
- Zakłady Przemysłu Odzieżowego im. dr A. Próchnika[8]
- Dom Aktora w Łodzi[13]
- przebudowa Łódzkiego Domu Kultury[2]
- szpital AKH w Wiedniu[11]